# Desa Payaman (administrativ by i Indonesien, Jawa Tengah, lat -7,42, long 110,23)
Desa Payaman är en administrativ by i Indonesien.   Den ligger i provinsen Jawa Tengah, i den västra delen av landet, 400 km öster om huvudstaden Jakarta. Desa Payaman ligger vid sjön Telaga Bening.